# Vermo travbana
Vermo travbana [värrmå] (finska: Vermon ravirata) är en travbana i Alberga i Esbo stad.
Vermo är Finlands huvudtravbana och är officiellt Helsingfors travbana trots att den ligger i Esbo. Trav ordnas varje onsdag, Toto76-trav (likt svenska V75) på en del lördagar och Toto+-trav på söndagar. Den största tävlingen är Finlandialoppet med ett förstapris på 110 000 euro.

## Om banan
Travbanan byggdes på en före detta officerstjänstemans äng i byn Mäkkylä. De första tävlingarna ordnades 27 december 1977. Dessa tävlingar var gratis för publiken, och man testkörde banan, personalen och tekniken inför den officiella öppningstävlingen 31 december 1977.
Travbanans längd är 1 000 meter och bredden 24–26 meter. Upploppet är 200 meter. Huvudläktaren har ritats av arkitekten Risto Manerus. Ett travcentrum planeras i anslutning till travbanan.